# Modulhaus
Ein Modulhaus bzw. Container-Haus ist ein (Wohn)Gebäude, das sich aus mehreren vorgefertigten Modulen oder Bauelementen zusammensetzt.

## Beschreibung
Bei Modulhäusern unterscheidet man zwischen Modulbauten für eine langfristige Nutzung und Containerbauten für temporäre bzw. eine Nutzung mit niedrigeren Anforderungen (z. B. Materiallager). Die Häuser werden vorgefertigt angeliefert und müssen bei einem hohen Vorfertigungsgrad nur noch aufgebaut und angeschlossen werden. Die Module können entweder einzeln oder in einem Verbund aufgestellt werden. Des Weiteren ist es möglich, die Elemente zu stapeln und in Folge auch zu erweitern. Ein Modulhaus ist transportierbar und unterscheidet sich somit vom stationären Minihaus und dem Tiny House on Wheels. Raumaufteilung, Grundriss sowie das innere und äußere Erscheinungsbild werden auf die Wünsche und Vorstellungen der Auftraggeber ausgerichtet. Die Modulhaus-Varianten reichen von klassischen einstöckigen Modellen über modische Designer-Häuser bis zum voll möblierten Einfamilienhaus.
Die Bauweise unterscheidet sich von Anbieter zu Anbieter und reicht von Metallbauweise aus Stahl über Massivholz bis hin zu Stahlbeton und Hybridbauweisen. Für Gebäude mit niedrigeren Anforderungen können auch Schiffscontainer verwendet werden.
Für den Bau von Modulhäusern gelten Sicherheitsvorgaben. Nach der Fertigstellung des jeweiligen Moduls wird es mehreren Tests unterzogen, um sicherzustellen, dass die Qualität des CE-Stempels gewährt ist. Beim CE-Zeichen handelt es sich um eine von der Europäischen Union vorgegebene Richtlinie für die Struktur, Durabilität und Resistenz von Bauten.

## Geschichte des Modulhauses
Der Ursprung des Modul-Baus findet sich im Industriebau wieder, wo sich die Bauweise seit Langem bewährt hat. Inzwischen wird die Bauweise auch vermehrt im privaten Bereich angewandt. Das Konzept des Modulhauses reicht bis in das alte Ägypten zurück: Auch damals schon wurden die Blöcke, die zum Bau der Pyramiden verwendet wurden, den Nil hinunter transportiert und direkt auf der Baustelle montiert.
In Japan wurde die Modul-Bau-Technologie im 12. Jahrhundert verwendet, um Häuser zu erbauen. Hier wurden die einzelnen Teile per Karren transportiert und dann vor Ort aufgebaut und installiert. Besonders verbreitet hat sich der Bau des Modulhauses in den 1970er Jahren in Deutschland durch die schnelle Konstruktion und umweltfreundliche und Energie-effiziente Bauweise. Heutzutage macht modulares Wohnen bereits 30 % des deutschen Wohnmarktes aus.
Bereits im Jahr 1494 entwickelte Leonardo Da Vinci ein „Casa Mutabile“, dass er vollständig vorfertigen ließ und am Ufer des Flusses Tigris aufstellte.

## Vorteile
Die Baukosten lassen sich präziser kalkulieren, weil die Häuser in Hallen produziert werden. Dadurch kommt es nicht zu witterungsbedingten Verzögerungen und der Feuchtigkeitsanteil in den Materialien wird gering gehalten.
Außerdem hat diese Bauweise einen geringeren Anteil an Materialverschwendung, da die gleichbleibende Bauweise bei Modulhäusern den Baufirmen eine präzise Kalkulation ermöglicht. Überschüssige Materialien können für das nächste Bauvorhaben verwendet werden. Materialien, die eingespart werden können, reichen über Holz-Paletten, Schrumpffolie, Zement, Ziegel bis hin zu Karton. Dazu kommt eine hohe Flexibilität im Ausbau (z. B. für die Familienerweiterung, die Einrichtung eines Home Office), aber auch den Rückbau (z. B. im Alter).
Bezüglich der Baugeschwindigkeit kann mit einer bis zu 50-prozentigen Zeitverringerung im regulären Bauprozess gerechnet werden.

## Nachteile
Nachteile liegen in der erschwerten Grundstückssuche, vor allem in Gebieten mit traditionellen Bebauungsplänen, und im Transport, der beschwerlich und kostspielig sein kann. Als weitere Nachteile können fehlender Stauraum und die Lebensdauer der Modulhäuser, die durchschnittlich 60 Jahre beträgt, angenommen werden.